# Roommates (film 1981)
Roommates è un film pornografico del 1981 diretto da Chuck Vincent.
Considerata un classico della Golden Age of Porn, nel 1994 la pellicola è stata inserita nella XRCO Hall of Fame.

## Trama
Tre donne di classi sociali diverse si trasferiscono a vivere insieme in un appartamento a New York. Billie cerca un nuovo inizio come ragazza squillo, Joan deve mettersi alla prova nella vita reale dopo essersi formata come attrice e la californiana Sherry trova la sua strada come modella.

## Premi e riconoscimenti[1]
- 1982: AFAA Award "Best Director" (Chuck Vincent)
- 1982: AFAA Award "Best Film"
- 1982: AFAA Award "Best Screenplay"
- 1982: AFAA Award "Best Actress" (Veronica Hart)
- 1982: AFAA Award "Best Supporting Actor" (Jamie Gillis)
- 1982: Critics' Adult Film Award "Best Director" (Chuck Vincent)
- 1982: Critics' Adult Film Award "Best Actress" (Veronica Hart)
- 1982: Critics' Adult Film Award "Best Supporting Actor" (Jamie Gillis)
- 1994: XRCO Hall of Fame